# جان استفنسون
جان استفنسون (انگلیسی: John Stephenson؛ زادهٔ ۲۸ مهٔ ۱۹۵۲)، دارنده نشان امپراتوری بریتانیا؛ فیلم‌ساز، کارگردان، جلوه‌های ویژه اهل بریتانیا است. وی از سال ۱۹۸۰ میلادی تاکنون مشغول فعالیت بوده‌است.

## فیلم‌شناسی
| سال  | عنوان            | توضیح             |
| ---- | ---------------- | ----------------- |
| ۱۹۹۶ | ماجراهای پینوکیو | کارگردان واحد دوم |
| ۱۹۹۸ | گم‌شده در فضا     | کارگردان واحد دوم |
| ۱۹۹۹ | مزرعه حیوانات    | کارگردان          |
| ۲۰۰۱ | برادری گرگ       | کارگردان انیمیشن  |
| ۲۰۰۴ | پنج بچه و شنی    | کارگردان          |